# Jean-Baptiste-Joseph Willent-Bordogni
Jean-Baptiste-Joseph Willent-Bordogni est un bassoniste, compositeur et pédagogue français né le 7 décembre 1809 à Douai et mort le 11 mai 1852 à Paris.

## Biographie
Jean-Baptiste-Joseph Willent naît le 7 décembre 1809 à Douai,,.
Il commence l'apprentissage de la musique à l'Académie de musique de sa ville natale, en 1920, sous la direction de Lecomte.
En 1825, il entre au Conservatoire de Paris dans la classe de basson de Thomas Delcambre, et obtient un premier prix l'année suivante. Au sein de l'établissement, il étudie également le contrepoint et la fugue avec François-Joseph Fétis et la composition avec Berton.
À l'âge de dix-huit ans, Willent est premier basson du Théâtre du Roi à Londres, avant d'occuper le même poste à l'orchestre du Théâtre Italien de Paris, de 1830 à 1833,.
En 1834, il épouse à New York la fille du renommé professeur de chant Bordogni et ajoute son nom au sien,. Durant sept ans, le couple sillonne le monde en se produisant en concert.
À compter de 1842, Willent-Bordogni enseigne au Conservatoire de Bruxelles et est premier basson à l'orchestre du théâtre de la ville,.
En 1848, il entre à l'orchestre de l'Opéra de Paris et devient professeur au Conservatoire de Paris, succédant ainsi à Charles Barizel en 1849,.
Jean-Baptiste-Joseph Willent-Bordogni meurt à Paris alors qu'il est encore en poste au Conservatoire, le 11 mai 1852,,. Il est le père du compositeur Eugène Willent (1835-1906), dit Eugène Willent-Bordogni,,.
Comme interprète, Fétis loue son jeu au basson, « par la beauté du son, le goût dans la manière de phraser, l'égalité, la justesse et la netteté du coup de langue dans les traits difficiles ».
Comme compositeur, Fétis signale « des mélodies gracieuses, du goût, une harmonie pure et l'instinct des effets de l'instrumentation ». Willent-Bordogni est l'auteur d'une méthode de basson, de plusieurs solos et fantaisies pour son instrument, ainsi que deux opéras, Le Moine, opéra-comique en un acte créé à Bruxelles le 13 avril 1844, et Van Dyck, en trois actes, représenté en 1845 à Bruxelles,,.